# Tu hú châu Á
Tu hú châu Á (danh pháp khoa học: Eudynamys scolopaceus) là một loài chim tu hú thường gặp ở châu Á, trong Chi Tu hú, họ Cu cu. Tu hú châu Á giống như nhiều loài chim cu cu có quan hệ họ hàng gần với nó là ký sinh nuôi dưỡng đẻ trứng trong tổ của quạ và các vật chủ khác, chúng sẽ nuôi dùm chim non. Chúng khác thường trong số những con chim trong họ cu cu ở chỗ phần lớn là ăn trái cây khi trưởng thành.

## Đặc điểm sinh học
Khi trưởng thành, chim đực có bộ lông màu đen tuyền ánh xanh thẫm, chim mái lông lốm đốm đen nhạt lẫn trắng bẩn. Chim non lông lúc đầu hoàn toàn đen.
Tu hú trưởng thành có sải cánh 19–22 cm, đuôi khoảng 18–20 cm, chân cao 3,5 cm, mỏ 3 cm

## Phân bổ
Tu hú châu Á sống tập trung ở các vùng đồng bằng và trung du Nam Á, từ Ấn Độ, Sri Lanka, đông nam Trung Quốc, quần đảo Sunda Lớn tới bán đảo Đông Dương và Thái Lan. Mùa rét chim bay từ phương bắc xuống phương nam.

## Phân loại
Tu hú châu Á lúc đầu được Carl von Linné xếp vào chi Cu cu theo tiêu bản mà ông nhận được từ Malabar, Ấn Độ.

## Tập tính
Tu hú châu Á là một loài ký sinh, và đẻ một quả trứng trong tổ của nhiều loại chim, bao gồm cả quạ rừng, và quạ nhà. Ở Sri Lanka trước năm 1880, người ta chỉ biết ký sinh vào quạ rừng, sau đó chuyển sang quạ nhà. Một nghiên cứu ở Ấn Độ đã tìm thấy 5% Corvus splendens và 0,5% Corvus macrorhynchos bị loài này đẻ nhờ tổ.
Ở Bangladesh, chúng đẻ nhờ tổ Lanius schach, Acridotheres tristis và quạ nhà Corvus splendens với tỷ lệ lần lượt là 35,7, 31,2 và 10,8%. Tổ của các loài bị đẻ nhờ trứng ở độ cao thấp và gần cây ăn quả có xu hướng được tu hú ưa thích chọn làm nơi đẻ nhờ trứng.
Ở miền nam Thái Lan và Bán đảo Mã Lai, tu hú đã chuyển vật chủ từ tổ của quạ sang tổ của sáo nâu (Acridotheres sp.) khi loài sáo nâu trở nên phổ biến hơn vào cuối những năm 1900. Ở Tiểu lục địa Ấn Độ, đôi khi chúng được phát hiện  đẻ nhờ trong tổ chèo bẻo, ác là và có thể trong tổ của vàng anh đầu đen. Chim trống có thể đánh lạc hướng chủ tổ để chim mái có cơ hội đẻ trứng vào tổ. Tuy nhiên, chim mái thường xuyên đến thăm tổ của chủ tổ một mình. Bộ lông trên của chim non giống chim trống hơn và chúng có mỏ màu đen. Chưa có ghi nhận tu hú châu Á đẻ trứng trong tổ để trống rỗng của loài chim khác và một nghiên cứu ở Pakistan đã phát hiện ra rằng trung bình những quả trứng koel đầu tiên được đẻ trong vòng một ngày rưỡi kể từ khi chủ tổ đã đẻ ra quả trứng đầu tiên. Trứng của tu hú nỏ trước trứng của chủ tổ 3 ngày. Tu hú thường chỉ đẻ một hoặc hai quả trứng trong một tổ duy nhất nhưng có tới 7 đến 11 quả trứng đã được ghi nhận từ một số tổ chúng đẻ nhờ. Chim mái có thể loại bỏ trứng vật chủ trước khi đẻ nhờ. Trứng nở trong 12 đến 14 ngày. Tu hú non không phải lúc nào cũng đẩy trứng ra hoặc đẩy chim con của chủ tổ ra ngoài, và ban đầu có tiếng kêu như một con quạ. Tu hú non đủ lông đủ cánh trong khoảng từ 20 đến 28 ngày. Không giống như một số loài chim cu cu khác, chim non không cố giết chim non của chủ tổ, một đặc điểm giống với cu cu mỏ cong chúng cũng phần lớn ăn uống khi trưởng thành. Trong một số trường hợp tu hú non có thể không đẩy nổi trứng lớn hoặc con non của chủ tổ ra khỏi tổ sâu của quạ mà không có nguy cơ bị đói và có thể là tình cờ chim con của tổ tự rơi khỏi tổ. Một giả thuyết khác cho rằng việc giữ lại chim non của chủ tổ có thể có lợi cho tú hú non đã không nhận được nhiều sự ủng hộ. Người ta đã ghi nhận chim tu hú bố mẹ cho chim tu hú con ăn trong tổ của loài được đẻ nhờ, một hành vi cũng được thấy ở một số loài chim đẻ nhờ tổ chim khác. Tuy nhiên, người ta không khi nhận những con chim trống trưởng thành nuôi những chim non.
Tu hú châu Á là loài ăn tạp, tiêu thụ nhiều loại côn trùng, sâu bướm, trứng và động vật có xương sống nhỏ. Con trưởng thành chủ yếu ăn trái cây. Đôi khi chúng sẽ bảo vệ những cây đậu quả mà chúng kiếm ăn và xua đuổi những loài ăn quả khác.

## Hình ảnh

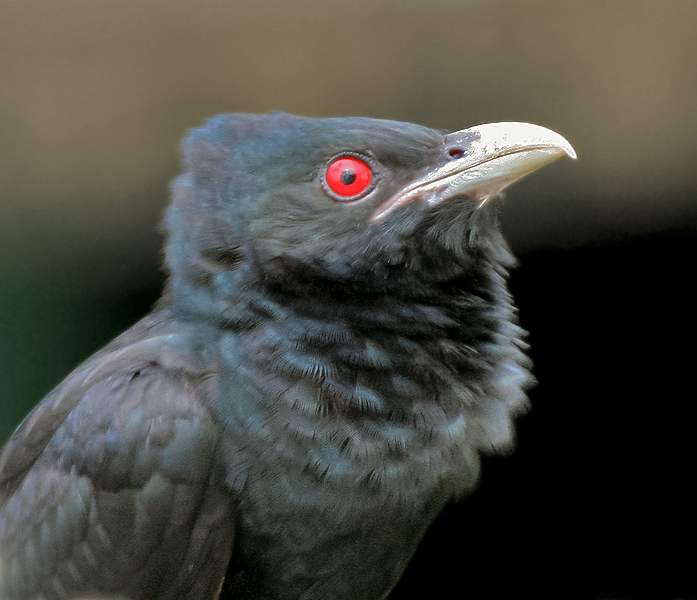
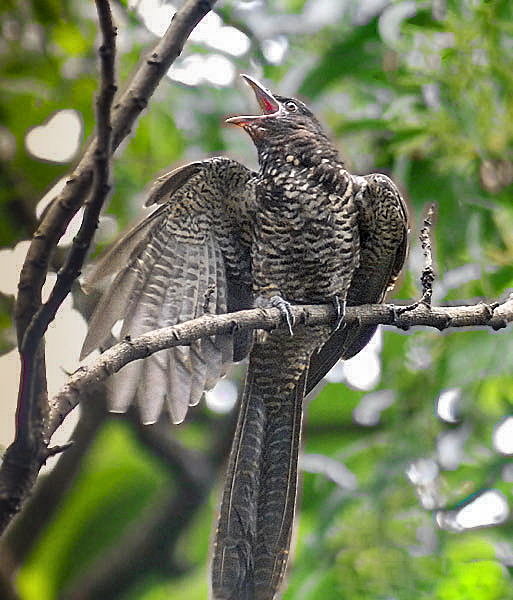
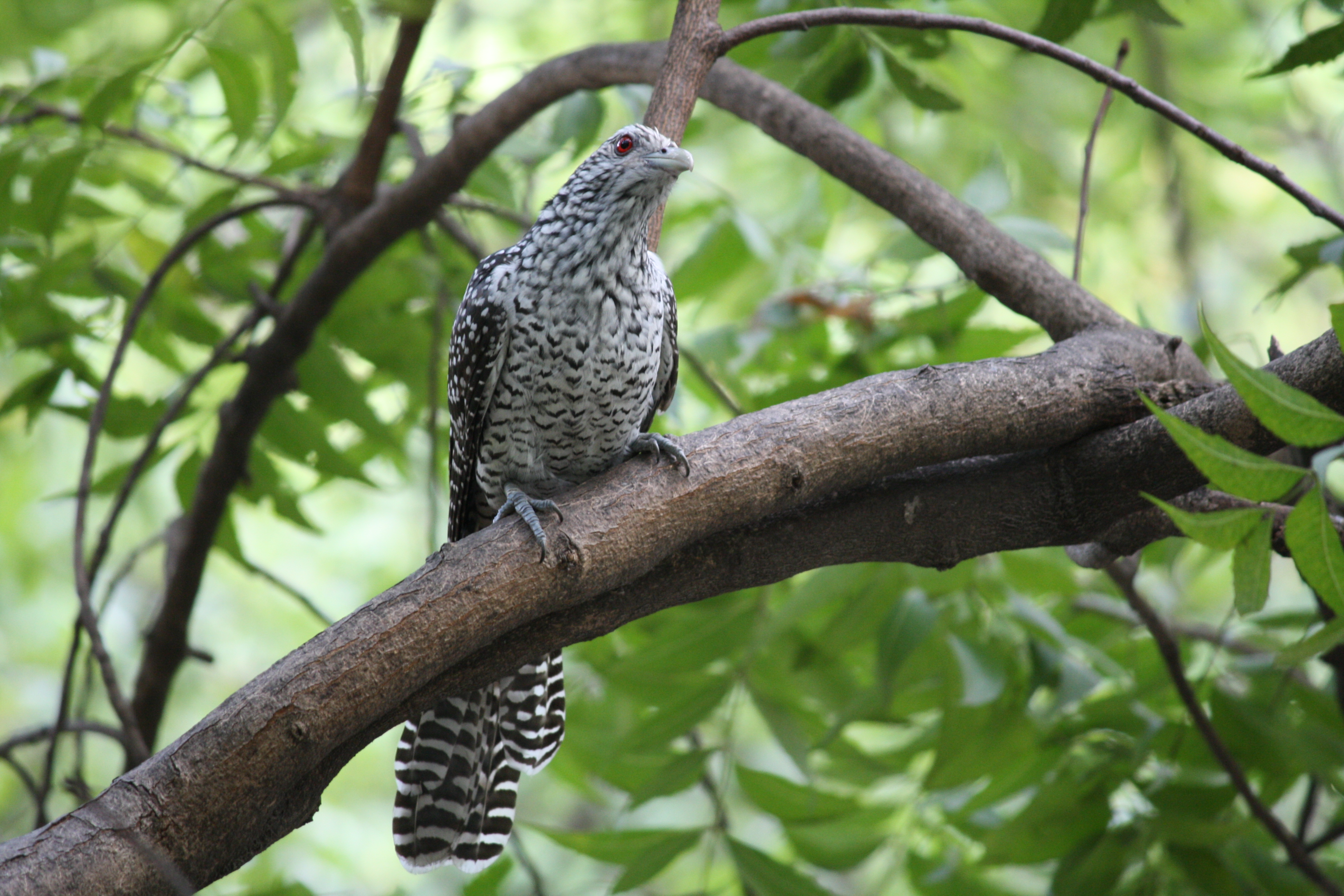
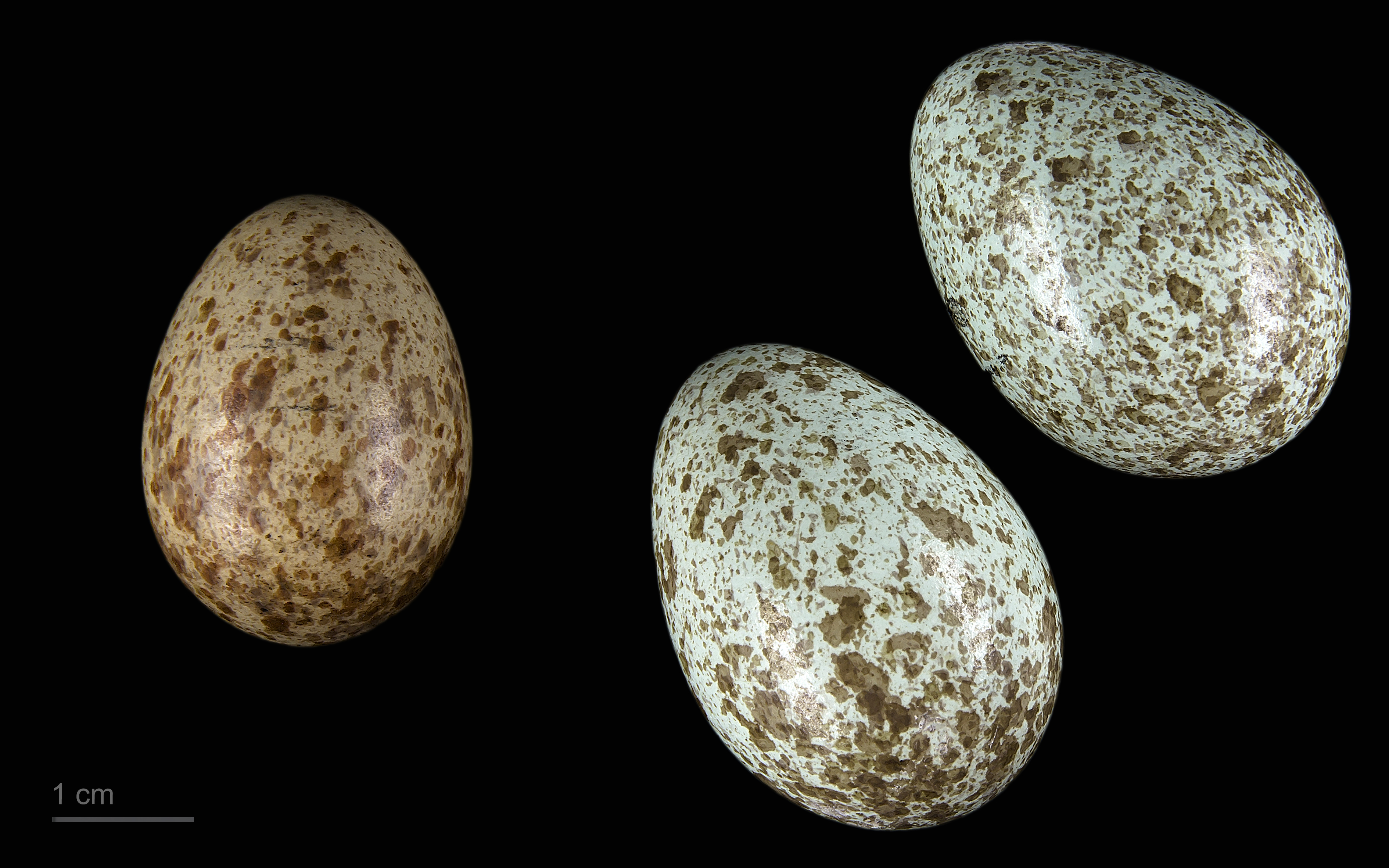
Eudynamys scolopaceus + Corvus splendens